# Rüdiger Kauf
Rüdiger Kauf (ur. 1 marca 1975 w Esslingen am Neckar) – niemiecki piłkarz, występujący na pozycji pomocnika.
Kauf to wychowanek VfB Stuttgart. W sezonie 2000/2001 został przeniesiony do rezerw. W następnym roku znów był zatwierdzony w kadrze pierwszej drużyny, 12. razy pojawiając się na boisku. Następnie przeniósł się do słabszej ekipy, w której mógłby grać regularnie. Wybór padł na grającą wówczas w 2. Bundeslidze Arminię Bielefeld, w której występuje do dziś.